# 청주 동방씨
청주 동방씨(淸州 東方氏)는 충청북도 청주시를 관향으로 하는 한국의 성씨이다. 동방씨는 중국 제남에 기원을 두고 있으며, 복희는 진(震) 사람이었기 때문에 성을 동(東)으로 지었다. 하지만 청주 동방씨가 한국에서 어떻게 성립되었는지와 시조는 아직까지 확실하지 않다.